# Res Roma 2014-2015
Questa voce raccoglie le informazioni riguardanti l'Associazione Sportiva Dilettantistica Res Roma nelle competizioni ufficiali della stagione 2014-2015.

## Stagione
La stagione della Res Roma è iniziata il 7 settembre con il primo dei due derby che ha disputato nel triangolare L del turno preliminare della Coppa Italia. Ha superato il turno preliminare terminando il triangolare al primo posto grazie alle due vittorie sulla Lazio CF e sulla Roma CF. Nei sedicesimi di finale ha sconfitto il Grifo Perugia per 2-0, accedendo agli ottavi di finale, dove supera di misura le baresi del Pink Sport Time per 1-0. Ai quarti di finale incontrano le siciliane dell'Acese e, grazie alla vittoria per 2-0, garantiscono alla squadra romana l'accesso alla semifinale da giocare fuori casa con le detentrici della Coppa, il Tavagnacco, che fermano la corsa della Res superandole per 1-0.
Il secondo campionato in Serie A della Res Roma si è concluso con il settimo posto, posizione consolidata nelle ultime giornate non lasciando avvicinare la Riviera di Romagna che aveva superato per 3-0 nello scontro diretto nella 22ª giornata e che a fine campionato si classificherà all'ottavo posto. La formula del campionato avrebbe previsto i play-out per la formazione romana, tuttavia grazie al distacco superiore ai nove punti sulla prevista avversaria, il Cuneo classificatosi decimo, le garantiscono l'accesso alla stagione di Serie A 2015-2016.

## Organigramma societario
Area tecnica
- Allenatore: Fabio Melillo
- Vice allenatore: Stefano Fiorucci
- Vice allenatore: Francesca Valetto

Area sanitaria
- Medico sociale:

## Rosa
| N. |                   | Ruolo | Calciatrice            |
| -- | ----------------- | ----- | ---------------------- |
|    | Italia (bandiera) | P     | Rosalia Pipitone       |
|    | Italia (bandiera) | P     | Serena Caporro         |
|    | Italia (bandiera) | D     | Veronica Cela          |
|    | Italia (bandiera) | D     | Giulia Colini          |
|    | Italia (bandiera) | D     | Eleonora Cunsolo       |
|    | Italia (bandiera) | D     | Luana Fracassi         |
|    | Italia (bandiera) | D     | Margot Gambarotta      |
|    | Italia (bandiera) | D     | Antonella Morra        |
|    | Italia (bandiera) | C     | Eva Biasotto           |
|    | Italia (bandiera) | C     | Arianna Caruso         |
|    | Italia (bandiera) | C     | Claudia Ceccarelli     |
|    | Italia (bandiera) | C     | Manuela Coluccini      |
|    | Italia (bandiera) | C     | Virginia Di Giammarino |

| N. |                   | Ruolo | Calciatrice              |
| -- | ----------------- | ----- | ------------------------ |
|    | Italia (bandiera) | C     | Giada Greggi             |
|    | Italia (bandiera) | C     | Federica Marzi           |
|    | Belgio (bandiera) | C     | Riana Nainggolan         |
|    | Italia (bandiera) | C     | Emily Nicosia Vinci      |
|    | Italia (bandiera) | C     | Flaminia Simonetti       |
|    | Italia (bandiera) | C     | Veronica Spagnoli        |
|    | Italia (bandiera) | C     | Erika Villani            |
|    | Italia (bandiera) | A     | Camilla Labate           |
|    | Italia (bandiera) | A     | Vanessa Nagni (capitano) |
|    | Italia (bandiera) | A     | Claudia Palombi          |
|    | Italia (bandiera) | A     | Valeria Pirone           |
|    | Italia (bandiera) | A     | Francesca Pittaccio      |
|    | Italia (bandiera) |       | Manuela Lapenna          |

## Calciomercato
| Acquisti | Acquisti         | Acquisti | Acquisti   |
| R.       | Nome             | da       | Modalità   |
| -------- | ---------------- | -------- | ---------- |
| C        | Riana Nainggolan | Anversa  | definitivo |
| A        | Valeria Pirone   | Napoli   | definitivo |

| Cessioni | Cessioni        | Cessioni        | Cessioni   |
| R.       | Nome            | a               | Modalità   |
| -------- | --------------- | --------------- | ---------- |
| D        | Noemi Cortelli  | Molassana Boero | definitivo |
| A        | Marija Vukčević | Roma CF         | definitivo |

## Risultati

### Serie A

#### Girone di andata
| Arbitro: | Ilaria Bianchini (Terni) |

|                                           |           |  |
| Coluccini 4’, 46’ Nagni 21’ Simonetti 76’ | Marcatori |  |

| Arbitro: | Michele Scarpino (Bologna) |

|  |           |           |
|  | Marcatori | 77’ Nagni |

| Arbitro: | Pierfabio Falasca (Pescara) |

|                                            |           |  |
| Villani 37’ Coluccini 50’, 55’ Palombi 72’ | Marcatori |  |

| Arbitro: | Francesco Alberti (Imola) |

|           |           |            |
| Panico 2’ | Marcatori | 93’ Pirone |

| Arbitro: | Francesco Carrione (Castellammare di Stabia) |

|                     |           |                 |
| Pirone 8’, 53’, 55’ | Marcatori | 70’ (rig.) Erba |

| Arbitro: | Alain Bontadi (Trento) |

|                            |           |  |
| Iannella 18’ Cambiaghi 72’ | Marcatori |  |

| Arbitro: | Giuseppe Repace (Perugia) |

|              |           |              |
| Pittaccio 1’ | Marcatori | 90’ Lauriola |

| Arbitro: | Raffaele Covili Faggioli (Bologna) |

|             |           |  |
| Orlandi 85’ | Marcatori |  |

| Arbitro: | Filippo Giaccaglia (Jesi) |

|                    |           |                                        |
| Tucceri Cimini 14’ | Marcatori | 7’ Nainggolan 32’ Pittaccio 82’ Pirone |

| Arbitro: | Gianluca Sili (Viterbo) |

|                          |           |           |
| Pittaccio 77’ Pirone 83’ | Marcatori | 25’ Lotto |

| Arbitro: | Adriano Fantino (Nichelino) |

|                      |           |                |
| Sodini 54’ Pesce 71’ | Marcatori | 45’ Nainggolan |

| Roma 17 gennaio 2015 12ª giornata | Res Roma                   | 0 – 0 referto | Orobica | Centro Sp. Raimondo Vianello\| Arbitro: \| Daniele De Tommaso (Rieti) \| |
| Arbitro:                          | Daniele De Tommaso (Rieti) |               |         |                                                                          |

| Arbitro: | Enrico Maggio (Lodi) |

|                         |           |  |
| Rosucci 52’ Tarenzi 68’ | Marcatori |  |

#### Girone di ritorno
| Arbitro: | Marco Leonardo Pavone (Bernalda) |

|              |           |  |
| Clelland 31’ | Marcatori |  |

| Arbitro: | Franco Iacovacci (Latina) |

|              |           |              |
| Ciccotti 74’ | Marcatori | 38’ Piacezzi |

| Ravenna 14 febbraio 2015 16ª giornata | San Zaccaria              | 0 – 0 referto | Res Roma | Centro Sportivo Massimo Soprani\| Arbitro: \| Filippo Giaccaglia (Jesi) \| |
| Arbitro:                              | Filippo Giaccaglia (Jesi) |               |          |                                                                            |

| Arbitro: | Ilaria Bianchini (Terni) |

|  |           |                           |
|  | Marcatori | 18’ Panico 60’, 81’ Sipos |

| 28 febbraio 2015 18ª giornata | Como 2000              | 0 – 0 referto | Res Roma | \| Arbitro: \| Emilio Zanotti (Pavia) \| |
| Arbitro:                      | Emilio Zanotti (Pavia) |               |          |                                          |

| Arbitro: | Alain Bontadi (Trento) |

|                 |           |  |
| Pirone 50’, 72’ | Marcatori |  |

| Arbitro: | Marco Bozzo (San Donà di Piave) |

|                                |           |            |
| Camporese 48’, 54’ Brumana 57’ | Marcatori | 73’ Pirone |

| Arbitro: | Claudio Petrella (Viterbo) |

|                           |           |                                |
| Villani 21’ Simonetti 24’ | Marcatori | 64’ Venturini 73’ Vicchiarello |

| Arbitro: | Franco Iacovacci (Latina) |

|                                      |           |  |
| Villani 1’ Simonetti 21’ Palombi 36’ | Marcatori |  |

| Basaldella (Vivaro) 19 aprile 2015 23ª giornata | Pordenone                   | 0 – 0 referto | Res Roma | Stadio A. Ovan\| Arbitro: \| Giulio Bonaldo (Conegliano) \| |
| Arbitro:                                        | Giulio Bonaldo (Conegliano) |               |          |                                                             |

| Arbitro: | Lorenzo Mazzarà (Palermo) |

|                     |           |  |
| Ciccotti 15’ (rig.) | Marcatori |  |

| Arbitro: | Riccardo Dell'Oca (Como) |

|  |           |            |
|  | Marcatori | 52’ Pirone |

| Arbitro: | Giuseppe Sessa (Civitavecchia) |

|  |           |             |
|  | Marcatori | 70’ Girelli |

### Coppa Italia

#### Turno preliminare
Triangolare L
| Arbitro: | Matteo Centi (Viterbo) |

|  |           |                                                 |
|  | Marcatori | 8’ (rig.) Nagni 67’ Ciccotti 75’ (rig.) Palombi |

| Arbitro: | Cesidio Casalvieri (Avezzano) |

|           |           |  |
| Simonetti | Marcatori |  |

#### Sedicesimi di finale
| Arbitro: | Ernesto Pagano (Torre Annunziata) |

|                |           |  |
| Pirone 9’, 76’ | Marcatori |  |

#### Ottavi di finale
| Arbitro: | Matteo Centi (Viterbo) |

|               |           |  |
| Simonetti 83’ | Marcatori |  |

#### Quarti di finale
| Roma 2015                                                           | Res Roma  | 3 – 0 referto | Acese | Stadio Raimondo Vianello |
| \| \| \| \| \| Palombi 59’ Pirone 54’ Labate 91’ \| Marcatori \| \| |           |               |       |                          |
|                                                                     |           |               |       |                          |
| Palombi 59’ Pirone 54’ Labate 91’                                   | Marcatori |               |       |                          |

#### Semifinali
| Arbitro: | Giulio Bonaldo (Conegliano) |

|             |           |  |
| Brumana 73’ | Marcatori |  |

## Statistiche

### Statistiche di squadra
| Competizione | Punti | In casa | In casa | In casa | In casa | In casa | In casa | In trasferta | In trasferta | In trasferta | In trasferta | In trasferta | In trasferta | Totale | Totale | Totale | Totale | Totale | Totale | DR  |
| Competizione | Punti | G       | V       | N       | P       | Gf      | Gs      | G            | V            | N            | P            | Gf           | Gs           | G      | V      | N      | P      | Gf     | Gs     | DR  |
| ------------ | ----- | ------- | ------- | ------- | ------- | ------- | ------- | ------------ | ------------ | ------------ | ------------ | ------------ | ------------ | ------ | ------ | ------ | ------ | ------ | ------ | --- |
| Serie A      | 38    | 13      | 7       | 4       | 2       | 23      | 9       | 13           | 3            | 4            | 6            | 8            | 14           | 26     | 10     | 8      | 8      | 31     | 23     | +8  |
| Coppa Italia | -     | 4       | 4       | 0       | 0       | 7       | 0       | 2            | 1            | 0            | 1            | 3            | 1            | 6      | 5      | 0      | 1      | 10     | 1      | +9  |
| Totale       | -     | 17      | 11      | 4       | 2       | 30      | 9       | 15           | 4            | 4            | 7            | 11           | 15           | 32     | 15     | 8      | 9      | 41     | 24     | -17 |

### Andamento in campionato
| Giornata  | 1 | 2 | 3 | 4 | 5 | 6 | 7 | 8 | 9 | 10 | 11 | 12 | 13 | 14 | 15 | 16 | 17 | 18 | 19 | 20 | 21 | 22 | 23 | 24 | 25 | 26 |
| --------- | - | - | - | - | - | - | - | - | - | -- | -- | -- | -- | -- | -- | -- | -- | -- | -- | -- | -- | -- | -- | -- | -- | -- |
| Luogo     | C | T | T | C | T | C | T | C | T | C  | T  | T  | C  | C  | T  | C  | T  | C  | T  | C  | T  | C  |    |    |    |    |
| Risultato |   |   |   |   |   |   |   |   |   |    |    |    |    |    |    |    |    |    |    |    |    |    |    |    |    |    |
| Posizione |   |   |   |   |   |   |   |   |   |    |    |    |    |    |    |    |    |    |    |    |    |    |    |    |    |    |

Legenda:

Luogo: C = Casa; T = Trasferta. Risultato: V = Vittoria; N = Pareggio; P = Sconfitta.

### Statistiche delle giocatrici
| Giocatore        | Serie A  | Serie A | Serie A     | Serie A    | Coppa Italia | Coppa Italia | Coppa Italia | Coppa Italia | Totale   | Totale | Totale      | Totale     |
| Giocatore        | Presenze | Reti    | Ammonizioni | Espulsioni | Presenze     | Reti         | Ammonizioni  | Espulsioni   | Presenze | Reti   | Ammonizioni | Espulsioni |
| ---------------- | -------- | ------- | ----------- | ---------- | ------------ | ------------ | ------------ | ------------ | -------- | ------ | ----------- | ---------- |
| E. Biasotto      | 10       | 0       | 2           | 0          | ?            | ?            | ?            | ?            | 10+      | 0+     | 2+          | 0+         |
| S. Caporro       | 1        | -1      | 0           | 0          | ?            | ?            | ?            | ?            | 1+       | -1+    | 0+          | 0+         |
| A. Caruso        | 1        | 0       | 0           | 0          | ?            | ?            | ?            | ?            | 1+       | 0+     | 0+          | 0+         |
| C. Ceccarelli    | 4        | 0       | 0           | 0          | ?            | ?            | ?            | ?            | 4+       | 0+     | 0+          | 0+         |
| V. Cela          | 1        | 0       | 0           | 0          | ?            | ?            | ?            | ?            | 1+       | 0+     | 0+          | 0+         |
| C. Ciccotti      | 26       | 2       | 1           | 0          | ?            | ?            | ?            | ?            | 26+      | 2+     | 1+          | 0+         |
| G. Colini        | 16       | 0       | 0           | 1          | ?            | ?            | ?            | ?            | 16+      | 0+     | 0+          | 1+         |
| M. Coluccini     | 9        | 4       | 3           | 0          | ?            | ?            | ?            | ?            | 9+       | 4+     | 3+          | 0+         |
| E. Cunsolo       | 24       | 0       | 1           | 0          | ?            | ?            | ?            | ?            | 24+      | 0+     | 1+          | 0+         |
| V. Di Giammarino | 2        | 0       | 0           | 0          | ?            | ?            | ?            | ?            | 2+       | 0+     | 0+          | 0+         |
| L. Fracassi      | 25       | 0       | 1           | 0          | ?            | ?            | ?            | ?            | 25+      | 0+     | 1+          | 0+         |
| M. Gambarotta    | 23       | 0       | 1           | 0          | ?            | ?            | ?            | ?            | 23+      | 0+     | 1+          | 0+         |
| G. Greggi        | 15       | 0       | 0           | 0          | ?            | ?            | ?            | ?            | 15+      | 0+     | 0+          | 0+         |
| C. Labate        | 2        | 0       | 0           | 0          | ?            | ?            | ?            | ?            | 2+       | 0+     | 0+          | 0+         |
| F. Marzi         | 1        | 0       | 0           | 0          | ?            | ?            | ?            | ?            | 1+       | 0+     | 0+          | 0+         |
| A. Morra         | 25       | 0       | 4           | 0          | ?            | ?            | ?            | ?            | 25+      | 0+     | 4+          | 0+         |
| V. Nagni         | 7        | 2       | 1           | 0          | ?            | ?            | ?            | ?            | 7+       | 2+     | 1+          | 0+         |
| R. Nainggolan    | 16       | 2       | 4           | 0          | ?            | ?            | ?            | ?            | 16+      | 2+     | 4+          | 0+         |
| E. Nicosia Vinci | 16       | 0       | 1           | 0          | ?            | ?            | ?            | ?            | 16+      | 0+     | 1+          | 0+         |
| C. Palombi       | 13       | 2       | 0           | 0          | ?            | ?            | ?            | ?            | 13+      | 2+     | 0+          | 0+         |
| R. Pipitone      | 26       | -22     | 1           | 0          | ?            | ?            | ?            | ?            | 26+      | -22+   | 1+          | 0+         |
| V. Pirone        | 23       | 10      | 3           | 1          | ?            | ?            | ?            | ?            | 23+      | 10+    | 3+          | 1+         |
| F. Pittaccio     | 20       | 3       | 3           | 0          | ?            | ?            | ?            | ?            | 20+      | 3+     | 3+          | 0+         |
| F. Simonetti     | 26       | 3       | 2           | 0          | ?            | ?            | ?            | ?            | 26+      | 3+     | 2+          | 0+         |
| V. Spagnoli      | 3        | 0       | 0           | 0          | ?            | ?            | ?            | ?            | 3+       | 0+     | 0+          | 0+         |
| E. Villani       | 26       | 3       | 3           | 0          | ?            | ?            | ?            | ?            | 26+      | 3+     | 3+          | 0+         |